# Dinocroc vs. Supergator
Pour plus de détails, voir Fiche technique et Distribution.
Dinocroc vs. Supergator est un téléfilm américain réalisé par Jim Wynorski et diffusé le 26 juin 2010 sur Syfy.

## Synopsis
Sur une île paradisiaque, des expériences menées sur des végétaux pour permettre à l'humanité de se nourrir sans bouleverser l'écosystème sont dirigées par le gérant, Mr Drake (David Carradine) qui décide de relancer ce programme sur des sauriens tel un crocodile et un alligator. Ces deux créatures s'échapperont de leurs enclos en béton armé, puis, après avoir mangé et écrasé les scientifiques à blouses blanches et à lunettes, se fondront dans la nature de l'île paradisiaque touristique. Dans ce monde parfait où les blondes sont les gentilles et les autres sont méchantes, et où les blagues sont très réussies, les deux créatures seront amenées à se battre (?) à la suite d'une phrase d'un chasseur envoyé par David pour tuer les deux choses. Ils commencent alors un combat mortel. Qui en sortira vainqueur ?

## Fiche technique
- Réalisateur : Jim Wynorski (Rob Robertson)
- Scénario : Mike MacLean et Jim Wynorski (Jay Andrews)
- Photographie : Samuel Brownfield
- Musique : Jon Kaplan, Al Kaplan et Chuck Cirino
- Montage : Tony Randel
- Société de production : New Horizons Pictures
- Producteur : Roger Corman
- Direction artistique : Robert Hummel
- Durée : 90 minutes
- Langue : anglais
- Genre : Horreur
- Date de sortie : 26 juin 2010 (États-Unis)

## Distribution
- David Carradine (VF : Bernard Tiphaine) : Jason Drake
- James C. Burns (VF : Jean Barney) : l'agent Mark Conrad
- John Callahan (VF : Jean-François Aupied) : Charlie Swanson
- Rib Hillis (en) (VF : Cédric Dumond) : Logan "Le Cajun"
- Corey Landis (VF : Tanguy Goasdoué) : Paul Beaumont
- Katy Magnuson : Lorissa
- Travis Richey : Marsden
- Delia Sheppard (VF : Marjorie Frantz) : Kimberly Taft
- Jeff Rector (en) (VF : Jean-Luc Atlan) : Stewart Taft
- Amy Rasimas (VF : Vanina Pradier) : Cassidy Swanson
- Michael Bernardin (VF : Sam Salhi) : Chaz Kingsley